# Intxaurrondo
Intxaurrondo (Baskisch voor "okkernoot") is een van de 17 districten van de Spaanse stad San Sebastian. In het noorden grenst het aan de districten Ategorrieta-Ulia en Miracruz-Bidebieta, in het oosten aan het district Altza, in het zuiden aan Loiola en in het westen aan het district Egia. In 2020 had het district 15.558 inwoners. Intxaurrondo viel tot 1939 onder de gemeente Altza en in dat jaar is het geannexeerd door San Sebastian en vormt het een apart district van die stad. De wijk wordt in tweeën gesplitst door de GI-20, de binnenste rondweg van San Sebastian, in de delen Hego Intxaurrondo ("Intxaurrondo noord") en Ipa Intxaurrondo ("Intxaurrondo zuid").
In de Middeleeuwen was het gebied van Intxaurrondo bedekt met bos. Sindsdien is dat gekapt, eerst om plaats te maken voor een aantal kleine buurtschappen met velden. De huizengroep Intxaurrondo Zahar, of "Oud Intxaurrondo" is geclassificeerd als provinciaal monument.
Door de nabijheid van de Franse grens, werden er tijdens de Carlistenoorlogen in de 19e eeuw meerdere forten gebouwd. Op 20 augustus 1864 werd de Ferrocarril del Norte, de spoorlijn van Madrid naar Irun geopend die in Intxaurrondo stopt bij Station Intxaurrondo. Vanaf 1954 wordt het grondgebied van het district volgebouwd met nieuwbouwwijken, om nieuw aangekomen arbeidsmigranten uit de rest van Spanje te huisvesten. Sindsdien is het bijna helemaal bebouwd. In 2012 is ten slotte ook het ondergrondse metrostation Intxaurrondo van de metro van San Sebastian geopend aan het meterspoor tussen San Sebastian en de Franse grens. Dit station ligt in een ander gedeelte van de wijk dan het treinstation, en is dan ook geen officieel overstapstation.
Aiete · Altza · Amara Berri · Antiguo · Ategorrieta-Ulia · Añorga · Centro · Egia · Gros · Ibaeta · Igeldo · Intxaurrondo · Loiola · Martutene · Miracruz-Bidebieta · Miramon-Zorroaga · Zubieta